# نموذج التعليم المصرفي

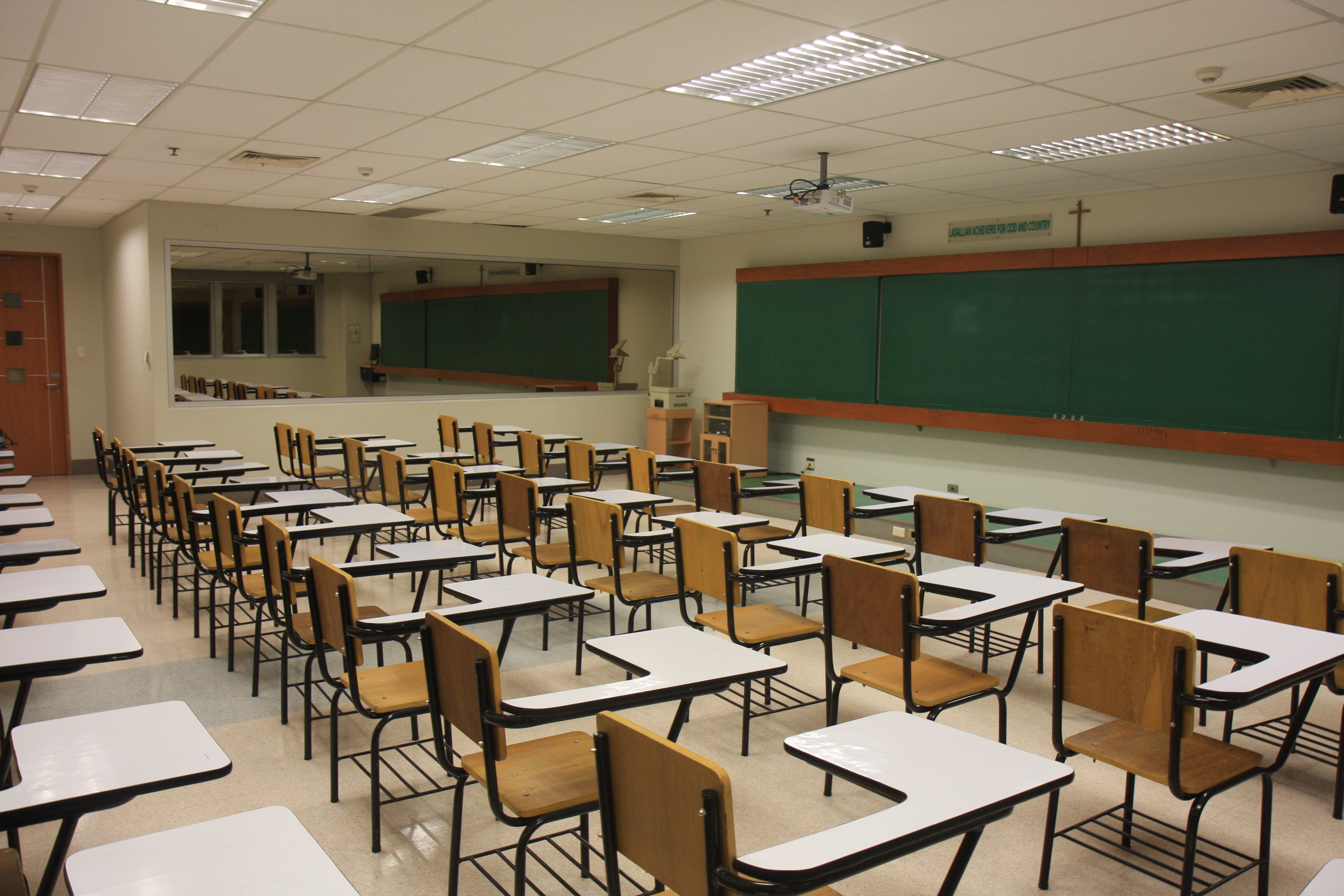
فصل دراسي نموذجي في صالة أندرو جونزاليس

نموذج التعليم المصرفي (بالبرتغالية: modelo bancário de educação‏) هو مصطلح صاغه باولو فريري لوصف وانتقاد نظام التعليم التقليدي في كتابه بيداغوجيا المضطهدين. يشير الاسم إلى استعارة الطلاب على أنهم حاويات يجب على المعلمين وضع المعرفة فيها. جادل فريري بأن هذا النموذج يعزز الافتقار إلى التفكير النقدي وملكية المعرفة لدى الطلاب، والذي بدوره يعزز الاستبدادية، على عكس فهم فريري للمعرفة كنتيجة لعملية إنسانية إبداعية.